# Självbedrägeri
Självbedrägeri är en psykisk försvarsmekanism, grundad på bortrationalisering, projektion och förnekande, som innebär att en person aktivt misstolkar verkligheten och i synnerhet den egna relationen till denna. Syftet med självbedrägeri är att rädda självbilden och sin självuppskattning. Självbedrägerier är ofta livslånga och kostsamma för den drabbade individen.
Fastän självbedrägeri inte på ett medvetet plan har ont uppsåt att föra omgivningen bakom ljuset, kan det på det omedvetna planet fylla den funktionen samt få den konsekvensen. En person som bedrar sig själv om sin betydelse i ett visst sammanhang, kommer att uttrycka den uppfattningen till andra, vilket kan föranledas av en omedveten vilja att framstå som mer betydande. Sådana självbedrägerier handlar om personens roll i världen eller i ett socialt sammanhang. Självbedrägeri kan också handla om inbillade intentioner, att inte se igenom vilka drivkrafter som för personen i en viss riktning eller ligger bakom dennes beslut, till exempel att tro sig uppleva fysisk trötthet för att slippa göra något. Vad som kännetecknar dessa bedrägerier är att det inte handlar om att avsiktligt ljuga för omvärlden, utan om att personen intalar sig själv att det förhåller sig på ett annat sätt än det gör.
Självbedrägeri kan bero på förnekande, till exempel när en person inte erkänner för sig själv vilken skada den har åsamkat andra eller att den har begått en handling som de flesta hade ansett var otrohet. Ett sådant förnekande kan märkas hos föräldrar som investerat för lite kärlek i sitt/sina barn men som demonstrativt framställer sig själv som en kärleksfull, ansvarsfull och lyckad förälder. Där kan självbedrägeriet bli interaktivt och både ses hos föräldern och det oälskade barnet. Vid projektion förs icke önskvärda egenskaper från en själv över på andra, till exempel att en person anser att partnern varit flörtig när personen egentligen själv varit uppenbart intresserad av någon annan, eller att personen som blir avvisad tror att det märktes att den inte var så intresserad och att det var därför den andre nobbade. 
Självbedrägeri är vanligare under krig än i fredstid. Det kan bero på att det är lättare med kvarblivet självbedrägeri med främlingar än inom sin sociala grupp (som korrigerar personen eller desorienteras i samma riktning). Förekomst av självbedrägeri har också en korrelation med manspillan genom övertro till den egna förmågan och underskattning av motståndaren.